# 황훙성
황훙성(중국어: 黃鴻升, 병음: Huáng Hóngshēng, 한자음: 황홍승, 영어: Alien Huang, 1983년 11월 28일 ~ 2020년 9월 16일)은 타이완의 가수, 배우, TV 사회자, 텔레비전 배우, 영화배우이다. 2020년 9월 16일, 대동맥 박리로 사망했다.

## 방송
- 곤석애정고사
- 항롱리적나가서점
- 성녀보표
- 진애림북
- 취후결정애상니

## 영화
- 가타오 (2015년)
- 항롱리적나가서점 (2014년)
- 성녀보표 (2012년)
- 진두 (2012년)
- 일포이홍 (2011년)